# Baron Stawell

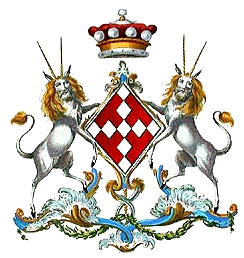
Wappen der Barons Stawell: ein Würfelkreuz mit zwei Mantikoren als Schildhalter

Baron Stawell (auch Stawel), of Somerton in the County of Somerset, war ein erblicher britischer Adelstitel, der je einmal in der Peerage of England und in der Peerage of Great Britain verliehen wurde.

## Verleihungen
Der Titel wurde erstmals am 15. Januar 1683 in der Peerage of England durch Letters Patent dem Politiker Ralph Stawell verliehen. Der Titel erlosch, als dessen jüngster Sohn, der 4. Baron, am 7. April 1755 ohne männliche Nachkommen starb.
Der Titel wurde in zweiter Verleihung am 14. Oktober 1768 in der Peerage of Great Britain für die einzige Tochter und Alleinerbin des 4. Barons, Mary,
neu geschaffen, mit dem besonderen Vermerk, dass der Titel an männliche Nachkommen aus deren erster Ehe mit dem Schatzkanzler Hon. Henry Bilson-Legge († 1764), Sohn des 1. Earl of Dartmouth, vererbbar sei. Mary heiratete 1768 in zweiter Ehe Wills Hill, Earl of Hillsborough. Der Titel erlosch schließlich beim Tod von deren einzigem Sohn, dem 2. Baron, am 25. August 1820.

## Liste der Barons Stawell

### Barons Stawell, erste Verleihung (1683)
- Ralph Stawell, 1. Baron Stawell († 1689)
- John Stawell, 2. Baron Stawell († 1692)
- William Stawell, 3. Baron Stawell († 1742)
- Edward Stawell, 4. Baron Stawell († 1755)

### Barons Stawell, zweite Verleihung (1760)
- Mary Bilson-Legge (geb. Stawell), 1. Baroness Stawell (1726–1780)
- Henry Bilson-Legge, 2. Baron Stawell (1757–1820)